# NK Bukovčan 27
NK Bukovčan 27 je nogometni klub iz Malog Bukovca.
Trenutačno se natječe u 1. ligi nogometnog središta Ludbreg.

## Povijest
Nogometni klub "Bukovčan 27" je osnovan 1927. godine, te je tad bio prvi nogometni klub s područja grada Ludbrega. Prvu nogometnu loptu u selo je donio krojač Luka Friščić, a među osnivačima kluba u Malom Bukovcu spominju se još Josip Ipša,Franjo Golec,Josip Nemec,Franjo Nemec, a njima su se ubrzo pridružili i drugi mladi mještani. No, pravi uspjesi dolaze tek poslije drugog svjetskog rata, a posebice tijekom pedesetih i šezdesetih godina, kada nogomet postaje popularan u cijelom bukovečkom području, a posebice u Malom Bukovcu.

"Bukovčan 27" je svoju zadnju sezonu u 1. ligi nogometnog središta Ludbreg odigrao u sezoni 2004/2005, u kojoj su ispali u najniži rang hrvatskog nogometa, drugu ligu nogometnog središta Ludbreg. Od tada klub proživljava teške trenutke, pogotovo jer svake sezone im nešto malo nedostaje da uđu u viši rank. U sezoni 2010/11 klub napokon ulazi u 1. ligu središta Ludbreg.